# Llitera (baiard)
|  | No s'ha de confondre amb llit de campanya. |

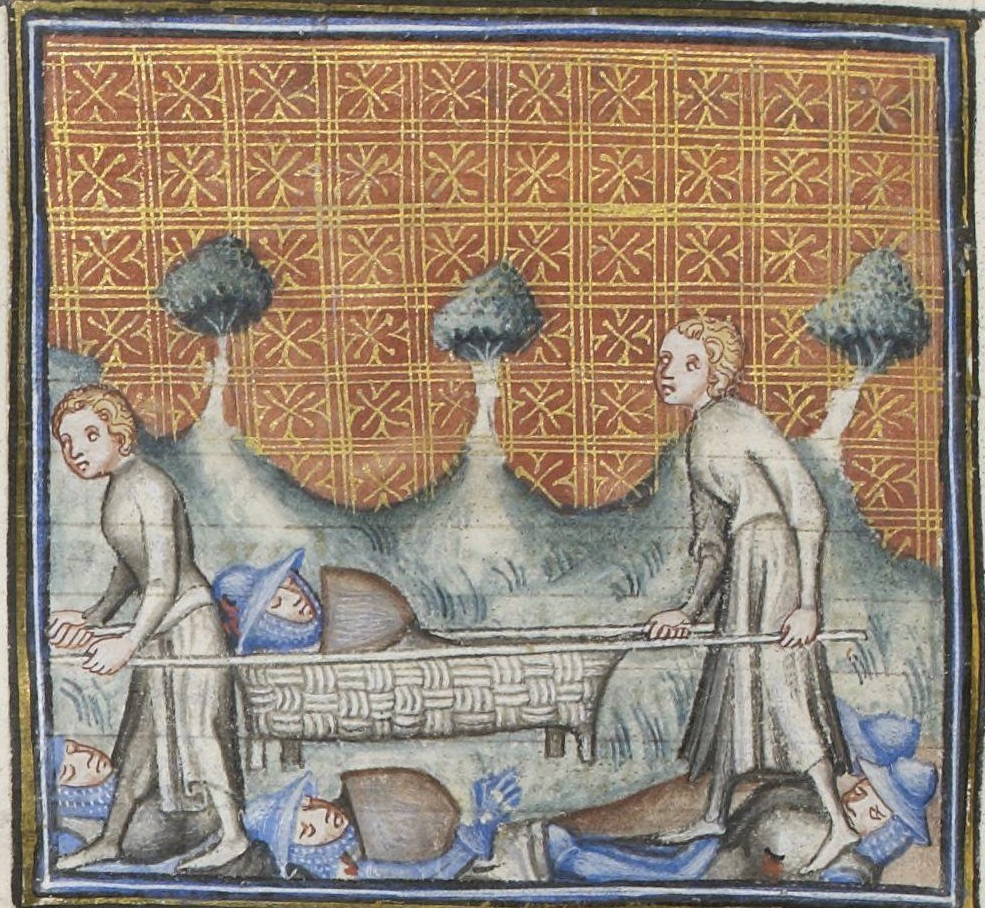
Un cavaller ferit transportat amb una llitera medieval

Una llitera, baiard o civera és un aparell, armadura o utensili utilitzat per a transportar d'un lloc a un altre a un ferit o per atendre a un pacient malalt en una consulta mèdica. Sol ser un moble habitual en els centres de massatge i d'estètica, en centres mèdics i de recuperació i en ambulàncies i llocs de socors. Les més corrents són les lliteres plegables de fusta o d'alumini, però també hi ha: lliteres fixes de fusta o de metall, lliteres elèctriques, lliteres de rescat, lliteres d'ambulància, etc.

## Llitera enrotllable

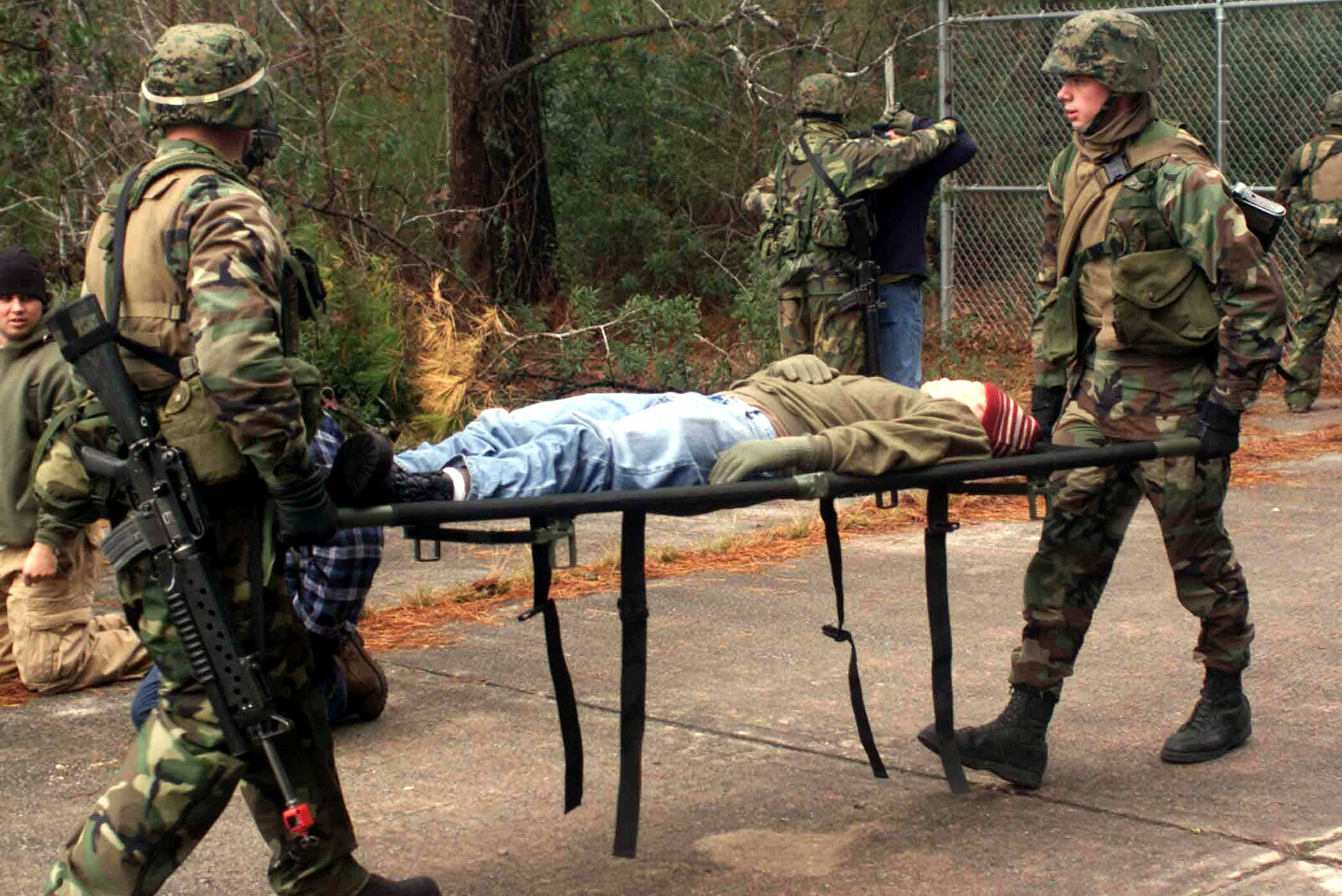
Soldats utilitzant una llitera simple (observeu que les amarres haurien d'estar assegurant al ferit)

La llitera enrotllable és la més senzilla: està feta de dues barres i una tela o plàstic estès entre elles. Es pot guardar enrotllada. Aquestes lliteres pràcticament ja no s'usen en els serveis d'emergència moderns, però encara s'utilitzen en organismes on l'espai és un factor important, o en empreses franceses (on és obligatori disposar almenys d'una llitera).
Aquest tipus de llitera (que es pot recolzar en el sòl) es carrega entre dues persones, una al capdavant i una altra als peus. La persona a transportar és pujada damunt de la llitera. Després s'alça la llitera i es transporta. Moltes vegades la persona és lligada a la llitera per a evitar que es faci més mal.

## Llitera per a desastres
La llitera dura per a desastres es dissenya per a un emmagatzematge i transport fàcil. Consisteix en una estructura tubular d'alumini i una tela plàstica rentable. No es pot enrotllar però es pot apilar. La llitera de desastres, igual que la plegable, no té rodes, generalment s'ha de portar entre dues persones o més. Quan l'han de portar dues persones, es lliguen uns arnesos a les nanses perquè el pes sigui suportat per les espatlles i no per les mans.

## Llitera amb rodes

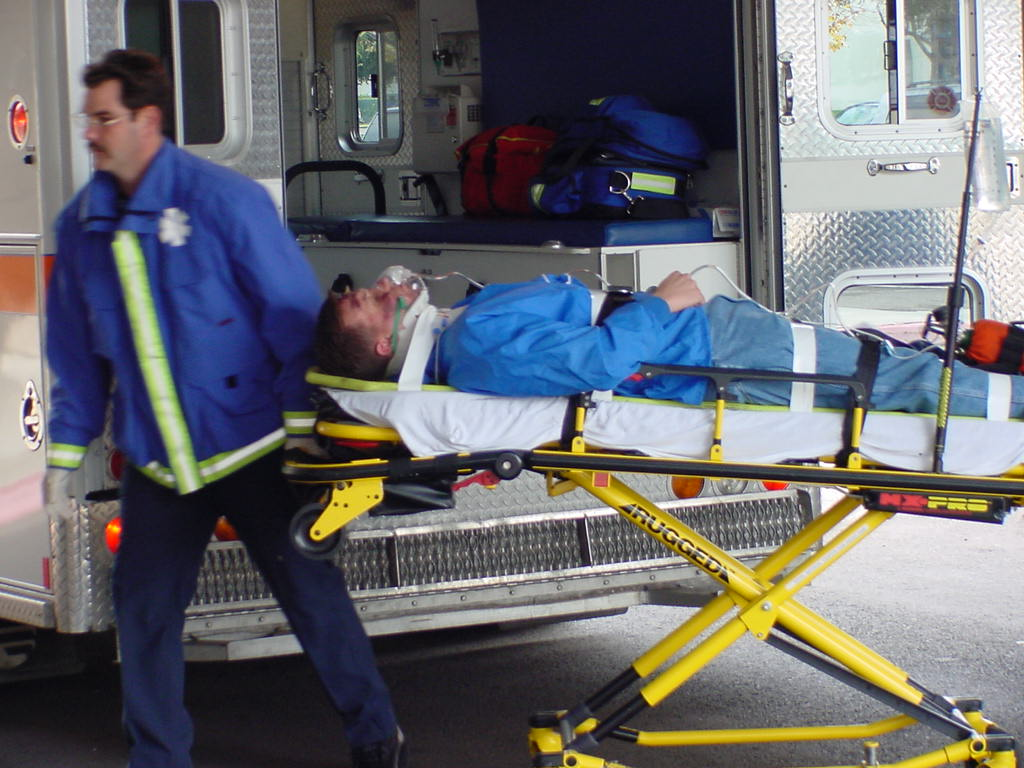
Paramèdics utilitzant una llitera d'ambulància (observeu les barres que asseguren al pacient)

La llitera que s'utilitza dins d'una ambulància o en un hospital té rodes que fan més fàcil el transport d'un accidentat. També té un dispositiu de fixació per a lligar el ferit (per exemple en cas d'un accident de trànsit).

## Dispositius d'alçament i transport
El pacient o ferit ha de ser aixecat (alçat) per a posar-lo sobre la llitera. Aquest alçament es pot fer manualment: entre dos o més infermers o paramèdics agafant al pacient dels peus, les espatlles i el cap, tractant de no moure el coll. El pacient també pot ser alçat amb dispositius específics. Aquests dispositius també es poden usar com a lliteres, però només en distàncies curtes.

### Llitera d'alçar
Per a alçar i posar a una víctima sobre la llitera, s'utilitza una llitera d'alçar, que és una taula, de metall, fusta o també de polímer amb una estructura metàl·lica (rígida, rentable i invisible als raigs X). És una mica més gran i llarga que un cos humà, amb nanses. S'empra també per treure víctimes dels vehicles.
En cas que se sospités de la presència d'un traumatisme vertebral, s'agafa el ferit pels peus, les espatlles i el cap, amb molta cura amb el coll, ja que si hi ha vèrtebres fracturades es podrien produir traumes gravíssims en la medul·la, el cervell, etc.. Mentrestant un dels infermers empeny la taula sota el pacient recolzant-lo sobre la taula i el lliga. Després s'aixeca la taula i es posa sobre la llitera de transport.
Immobilització de la columna: es pot realitzar:
- amb un collaret cervical rígid;
- amb un suport lateral per al cap, per evitar la rotació del coll. Es pot emprar una flassada enrotllada (les lliteres modernes tenen blocs específics); depenent de la grandària del pacient, pot ser necessari enrotllar una flassada al voltant de la pelvis;
- lligant al pacient a la taula (front, la mandíbula, les espatlles, la pelvis i els genolls (adaptable a traumatismes específics).

Comparació amb el matalàs de buit:
Els avantatges són:
- és més lleugera i resistent;
- evita una transferència a un altre dispositiu d'immobilització.

Els seus desavantatges:
- és dura, per aquest fet pot causar danys secundaris;
- és incòmoda;
- no té vores, així que el pacient no se sent segur durant els moviments de la taula;
- a causa dels lligams, no és útil per a traumatismes de pelvis o membres.

Immobilització amb matalàs de buit: una tècnica d'immobilització, és mitjançant un matalàs de buit posat sobre la llitera. Quan no hi ha sospita de trauma vertebral, el matalàs de buit es pot usar directament com a llitera (ja que té nanses), fet que és important en llocs estrets on la llitera no es podria mantenir horitzontal; i és més segur i confortable que lligar la víctima a la llitera.

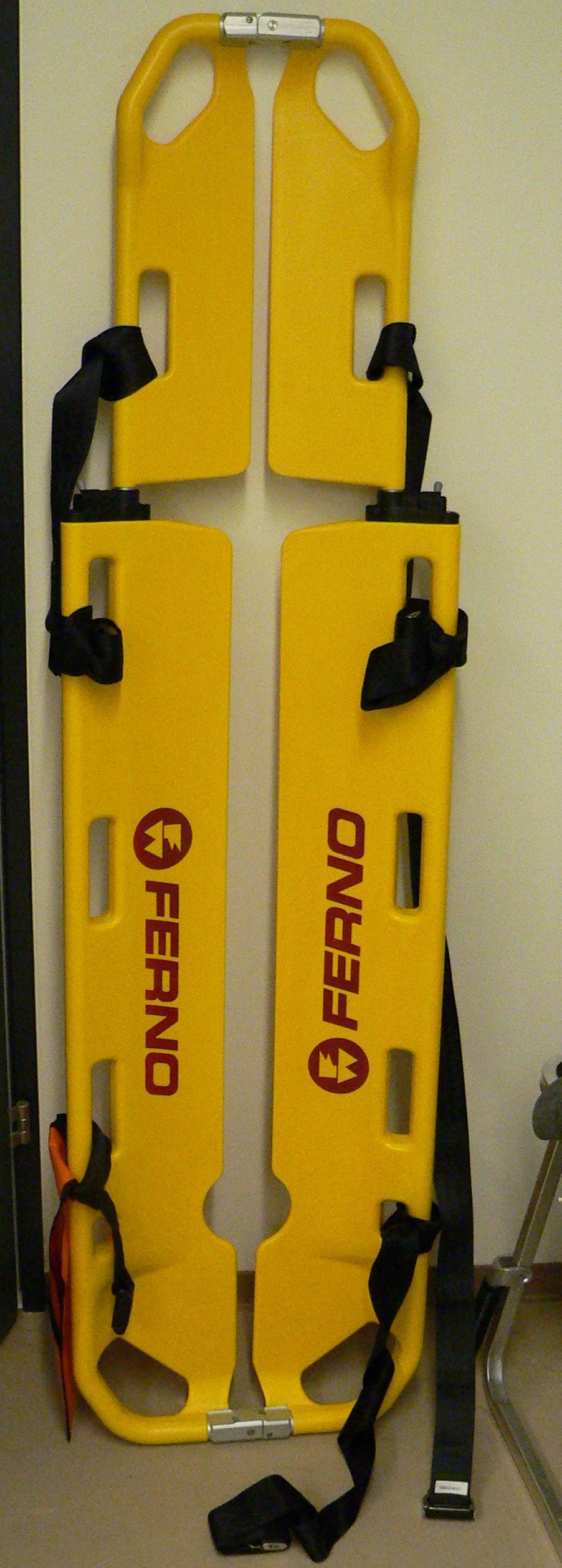
Llitera de pala.

### Llitera de pala
La llitera de pala va suposar un millora de la taula sobre la llitera d'alçar. És un dispositiu utilitzat per alçar la víctima quan se sospita la presència d'un trauma vertebral. La víctima és alçada lleugerament pels peus, les espatlles i el cap. Atès que no és necessari aixecar-la completament, els "efectes secundaris" son menys greus. Mentre el pacient està penjat dels peus, les espatlles i el cap, un altre para-metge disposa la pala sobre el terra i l'«arma» en segons sota el pacient. Després aquest és recolzat sobre la pala i lligat. La pala s'aixeca i simplement es posa sobre la llitera. La llitera pala té principalment la forma definida pel seu nom (pala) i normalment és groga o de colors fosforescents.

### Llitera automàtica d'emergència
La llitera automàtica d'emergència s'utilitza per a l'alçament no traumàtic d'un pacient o ferit. Està coberta per una lona sense fi, que funciona com una cinta transportadora formada per prims cilindres de goma. En 30 segons aquesta placa s'introdueix entre el pacient i qualsevol superfície plana (com un llit o el terra). Una vegada que el pacient queda completament situat damunt de la llitera d'emergència (sense haver-li mogut ni un sol múscul, os o articulació), la llitera es pot alçar pera a transportar al pacient fins a un altre llit o fins a una llitera d'hospital o d'ambulància. Per descarregar al pacient en una altra llitera s'utilitza el procediment invers: la llitera d'emergència «surt» lentament de sota del pacient. Aquesta llitera evita completament els efectes secundaris quan els para-metges alcen al pacient per situar-lo sobre una llitera convencional, i involuntàriament poden estirar els seus membres o el coll.

### Llitera flexible
Quan no hi ha cap mena de traumatisme, el pacient pot ser alçat amb una llitera «flexible», que és un tipus de llitera de lona amb nanses. La lona es posa enrotllada en terra al costat del ferit; se'l gira sobre el seu costat per poder introduir la lona per sota, llavors es desenrotlla la lona i s'hi recolza el ferit. Això és útil especialment amb persones de molt pes. La lona té sis nanses, així que, fins sis persones poden realitzar l'alçament. Quan el pacient ha de ser transferit a una altra llitera, es posa la lona directament sobre una llitera normal. Quan la llitera flexible s'utilitza sola, normalment s'hi posa un llençol al damunt per tal d'evitar el contacte directe de la pell amb la lona plàstica.

### La llitera Nimier
La llitera Nimier (brancard Nimier) va ser la que va emprar l'exèrcit francès durant la Primera Guerra Mundial. La víctima havia de ser posada en posició asseguda (o sigui amb les cuixes perpendiculars al tronc). D'aquesta manera la llitera podia ser més curta i podia girar per les cantonades d'una trinxera.